# Iso-Pessous
Iso-Pessous är en sjö i kommunen Rovaniemi i landskapet Lappland i Finland. Sjön ligger 96,2 meter över havet. Den är 15 meter djup. Arean är 60 hektar och strandlinjen är 4,36 kilometer lång. Sjön  ingår i Kemi älvs huvudavrinningsområde.   Den ligger omkring 18 kilometer nordväst om Rovaniemi och omkring 720 kilometer norr om Helsingfors. 